# Jean-Baptiste Bédère
 (novembre 2015).
Si vous disposez d'ouvrages ou d'articles de référence ou si vous connaissez des sites web de qualité traitant du thème abordé ici, merci de compléter l'article en donnant les références utiles à sa vérifiabilité et en les liant à la section « Notes et références ».
Jean-Baptiste Bédère (né le 6 février 1902 à Boucau et mort le 1er juin 1969) est un joueur français de rugby à XV, de 1,76 m pour 92 kg.

## Biographie
Jean-Baptiste Bédère a occupé le poste de seconde ligne au Boucau Stade, puis au Castres olympique, et enfin au SU Agen avec lequel il conquit ses titres. 
Il était fabricant de sodas. 

## Palmarès
- Champion de France en 1930 (et capitaine)
- Challenge Yves du Manoir en 1932 (et également capitaine, pour cette 1re édition de l'épreuve)